# Rio Bravo (film)
Rio Bravo (Rio Grande) è un film del 1950 diretto da John Ford. Assieme a Il massacro di Fort Apache (1948) e a I cavalieri del Nord Ovest (1949) completa la trilogia che il regista dedica alla cavalleria degli Stati Uniti.

## Trama
Nel 1879 il colonnello Yorke è al comando di un campo della cavalleria, sulla frontiera texana con il compito di sedare le continue scorribande indiane. Un giorno, in un gruppo di reclute giunte per l'addestramento, arriva anche Jefferson Yorke, il figlio del colonnello. Il padre non lo vede da 15 anni e cioè da quando si è lasciato con la moglie, a seguito di un incidente di guerra: egli, allora capitano dei nordisti, per ordini superiori aveva dato fuoco a fattorie sudiste, compresa quella della famiglia di lei che da allora non aveva più voluto avere alcun rapporto con lui, tenendosi il figlio.
Il ragazzo aveva provato la carriera del padre ma, non avendo superato le prove di matematica a West Point aveva ripiegato sulla carriera da soldato semplice. Il padre lo accoglie con freddezza e col distacco che si addice ai rispettivi ruoli, ma poi ha istintivamente un atteggiamento protettivo. Quando poi il ragazzo inizia a mostrare il suo valore, al campo arriva a sorpresa sua madre. La donna è decisa a riportare a casa il ragazzo, essendo disposta a pagare il costoso riscatto per il congedo anticipato: congedo, la cui richiesta deve essere sottoscritta dallo stesso ragazzo, e la cui autorizzazione deve essere concessa dal comandante, suo padre. Tra Yorke e la moglie c'è attrazione; ma anche molta freddezza. Lei non l'ha ancora perdonato, e lui non ha intenzione di chiederle scusa, ritenendo di aver fatto sempre e solo il proprio dovere.
Gli indiani compiono un assalto e Yorke organizza una sortita; intanto la moglie si ferma al campo, con alcuni soldati. Nonostante l'aria aristocratica, si mette a lavare i panni al fiume come tutte le altre donne. Yorke torna indietro frustrato per via del fatto che la sua cavalleria non ha potuto oltrepassare il Rio Bravo per inseguire gli assalitori, non essendo autorizzata ad entrare in territorio messicano. Poco tempo dopo arriva al campo il generale Sheridan che ordina a Yorke di sgombrare il forte, mandando donne e bambini a Fort Bliss, e di varcare il Rio Bravo con tutti gli uomini per sterminare gli indiani responsabili delle razzie. Naturalmente la cosa non è legale e dunque fa presente al colonnello che sarà un'azione della quale egli dovrà assumersi personalmente la responsabilità, col rischio di finire alla corte marziale. Yorke però non aspettava altro. Si congeda dalla moglie e le comunica che il figlio non farà parte della missione, bensì della scorta della carovana. Lei sa che il figlio ci resterà male; ma è grata al marito.

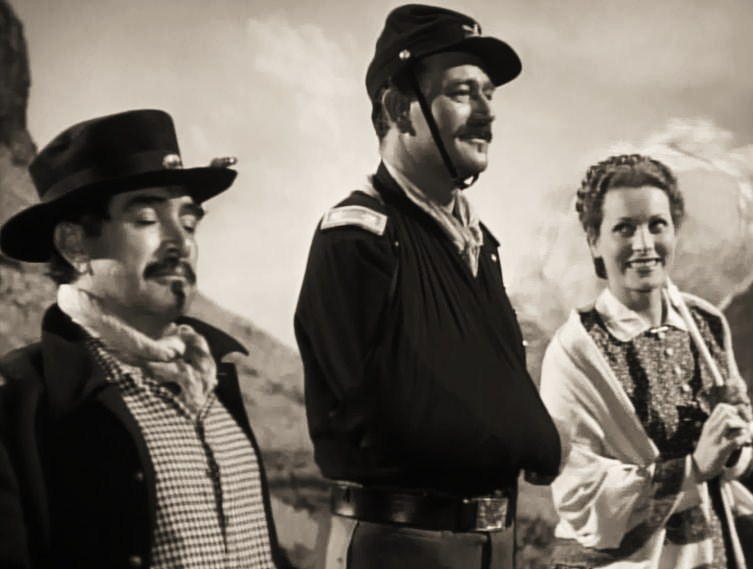
J. Carrol Naish, John Wayne e Maureen O'Hara nel finale del film

Le cose però si complicano quando la carovana di donne e bambini viene assalita dagli indiani: il soldato Tyree, fuggito poco prima dal campo perché ricercato per omicidio, vede ogni cosa e aiuta i suoi ex-commilitoni, Yorke su tutti. Quattro soldati e i bambini sono stati rapiti e diventa prioritario salvarli. Tyree insegue gli indiani per vedere dove vanno e torna indietro, offrendosi al colonnello per fare da avanguardia alla missione di recupero. Yorke gli dà piena fiducia, facendogli anche scegliere il manipolo di uomini con il quale penetrare nel villaggio messicano occupato dagli indiani. Tyree sceglie le persone più fidate, e tra queste anche Jeff Yorke. Questa volta il padre non gli nega l'assenso a partecipare alla missione, per quanto pericolosa. La missione ad alto rischio ha successo: mentre la squadra di Tyree sorprende gli indiani nel villaggio, la cavalleria arriva di gran carriera. Il combattimento è furioso. Il colonnello Yorke viene colpito da una freccia, che il figlio estrae. Il plotone alla fine ritorna esausto al forte.

## Produzione

### Cast
È il primo film nel quale appaiono insieme John Wayne e Maureen O'Hara. Ne seguiranno altri quattro, i primi due dei quali diretti sempre da John Ford: Un uomo tranquillo (1952), Le ali delle aquile (1957), McLintock! (1963) e Il grande Jake (1971).
Il film segna anche il debutto cinematografico di Patrick Wayne, secondogenito di John.

### Riprese
Come gli altri film della trilogia, Rio Bravo è stato girato prevalentemente nella Monument Valley. Le altre riprese hanno riguardato il sud-est dello Utah, zone attorno alla città di Moab e lungo il corso del fiume Colorado.

## Colonna sonora
Il film è punteggiato da alcune canzoni che per altro hanno una certa importanza narrativa, soprattutto nel sottolineare il riavvicinamento sentimentale tra York e la moglie. I brani sono cantati dai Sons of the Pioneers, gruppo che appare in molte produzioni western e del quale faceva parte Ken Curtis, genero di John Ford.